# 조지아의 꿈-민주 조지아
조지아의 꿈-민주 조지아(조지아어: ქართული ოცნება - დემოკრატიული საქართველო, K’art’uli ots’neba – demokratiuli Sak’art’velo 카르툴리 오츠네바 - 데모크라티울리 사카르트벨로)는 조지아의 정당으로, 2012년 설립되었다. 2012년 대선 이후 조지아의 최대 정당이자 여당이 되었다.

## 주요 정당
- 조지아 보수당
- 산업은 조지아를 구할 것이다
- 조지아 사회민주당

## 역대 선거 결과
| 년도   | 대표                    | 득표수    | 득표율 | 의석 수   | +/– | 순위 | 집권 여부 |
| ------ | ----------------------- | --------- | ------ | --------- | --- | ---- | --------- |
| 2012년 | 비지나 이바니슈빌리     | 1,184,612 | 54.97  | 41 / 150  | 41  | 2위  | 여당      |
| 2016년 | 기오르기 크비리카슈빌리 | 857,394   | 48.65  | 115 / 150 | 74  | 1위  | 여당      |
| 2020년 | 조르지 가카리아         | 928,004   | 48.22  | 90 / 150  | 25  | 1위  | 여당      |
| 2024년 | 이라클리 코바히제       | 1,120,053 | 53.93  | 89 / 150  | 1   | 1위  | 여당      |